# Initiative populaire « sur le droit du peuple de décider de l'équipement de l'armée suisse en armes atomiques »
L'initiative populaire « sur le droit du peuple de décider de l'équipement de l'armée suisse en armes atomiques » est une initiative populaire fédérale suisse, rejetée par le peuple et les cantons le 26 mai 1963.

## Contenu
L'initiative propose d'ajouter un article 20bis à la Constitution fédérale afin que la décision d'équiper l'armée suisse d'armes nucléaires soit obligatoirement soumise à la votation populaire.
Le texte complet de l'initiative peut être consulté sur le site de la Chancellerie fédérale.

## Déroulement

### Contexte historique
En 1946, le Département militaire fédéral met en place une « commission d'étude pour les questions atomiques » chargée d'examiner les différentes possibilités offertes à la Suisse en matière d'armement atomique. Par la suite, en 1957, une demande pour mettre en place une défense atomique est transmise au gouvernement fédéral par la Société suisse des officiers. La demande a été approuvée par le Conseil fédéral l'année suivante dans un rapport publié le 11 juin 1958 qui précise que de telles armes sont utiles « non seulement à un agresseur, mais aussi [..] à un défenseur, dont les moyens s'en trouveraient renforcés dans une très large mesure ». Dès lors, « il importe par
conséquent de donner à l'armée les moyens les plus efficaces, armes atomiques comprises, pour lui permettre de maintenir notre indépendance et de protéger notre neutralité ».
Cette déclaration, bien que présentée comme une vision stratégique et comme une déclaration de principe, provoque de vives réactions dans les pays voisins qui comprennent que la Suisse allait immédiatement procéder à l'acquisition d'armes atomiques.  Ces mêmes réactions se reflètent à l'intérieur du pays ou plusieurs groupes pacifiques religieux fondent la même année le Mouvement suisse contre l'armement atomique. Ils ont lancé une initiative « pour l'interdiction des armes atomiques »pour contrer la volonté du gouvernement; cette initiative est toutefois refusée par 65 % des votants le 1er avril 1962.
Le Parti socialiste suisse, de son côté, est divisé sur la question ; il propose donc cette seconde initiative sous la forme d'un compromis pour exiger que le choix ou non de se munir d'armes atomiques soit laissé au choix du peuple.

### Récolte des signatures et dépôt de l'initiative
La récolte des 50 000 signatures a commencé le 5 octobre 1958. L'initiative a été déposée le 25 juillet de l'année suivante à la chancellerie fédérale qui l'a déclarée valide le 18 août.

### Discussions et recommandations des autorités
Le parlement et le Conseil fédéral recommandent le rejet de cette initiative. Comme le prévoit la loi, le Conseil fédéral doit attendre la votation de la première initiative avant de rendre son avis. Dans ce rapport, le gouvernement rappelle que c'est l'Assemblée fédérale qui détient la compétence exclusive pour toute question en matière d'armement ; selon lui, le fait de prévoir un référendum obligatoire spécialement pour la question des armes atomiques irait contre l'esprit de cette loi et pourrait causer une perte de temps importante en cas de besoin.

### Votation
Soumise à la votation le 26 mai 1963, l'initiative est refusée par 15 5/2 cantons et par 62,2 % des suffrages exprimés. Le tableau ci-dessous détaille les résultats par cantons :

## Effets
À la suite des résultats des deux initiatives, la commission mandatée par le Département militaire va poursuivre ses travaux, en particulier pour comparer la production d'armes tactiques dans le pays avec leur achat à l'étranger ; sans que la question ne soit définitivement tranchée, plusieurs évènements vont faire progressivement changer d'opinion les dirigeants politiques : le manque d'uranium (dont la recherche dans les Alpes s'est révélée infructueuse) interdit la construction de plusieurs bombes, les coûts estimés à 2,1 milliards de francs sur 30 ans sont bien trop élevés alors que le déclenchement en 1964 de l'affaire des Mirages provoque une crise de confiance de la population envers l'armée.
Pour toutes ses raisons, le Conseil fédéral va progressivement changer d'option et défendre le concept la non-dissémination couplé à une défense conventionnelle. En 1969, la Suisse signe le traité sur la non-prolifération des armes nucléaires ; elle ne ratifie cependant ce traité qu'en 1976, à la suite d'oppositions au Conseil des États.